# قوش اوج‌گیرنده

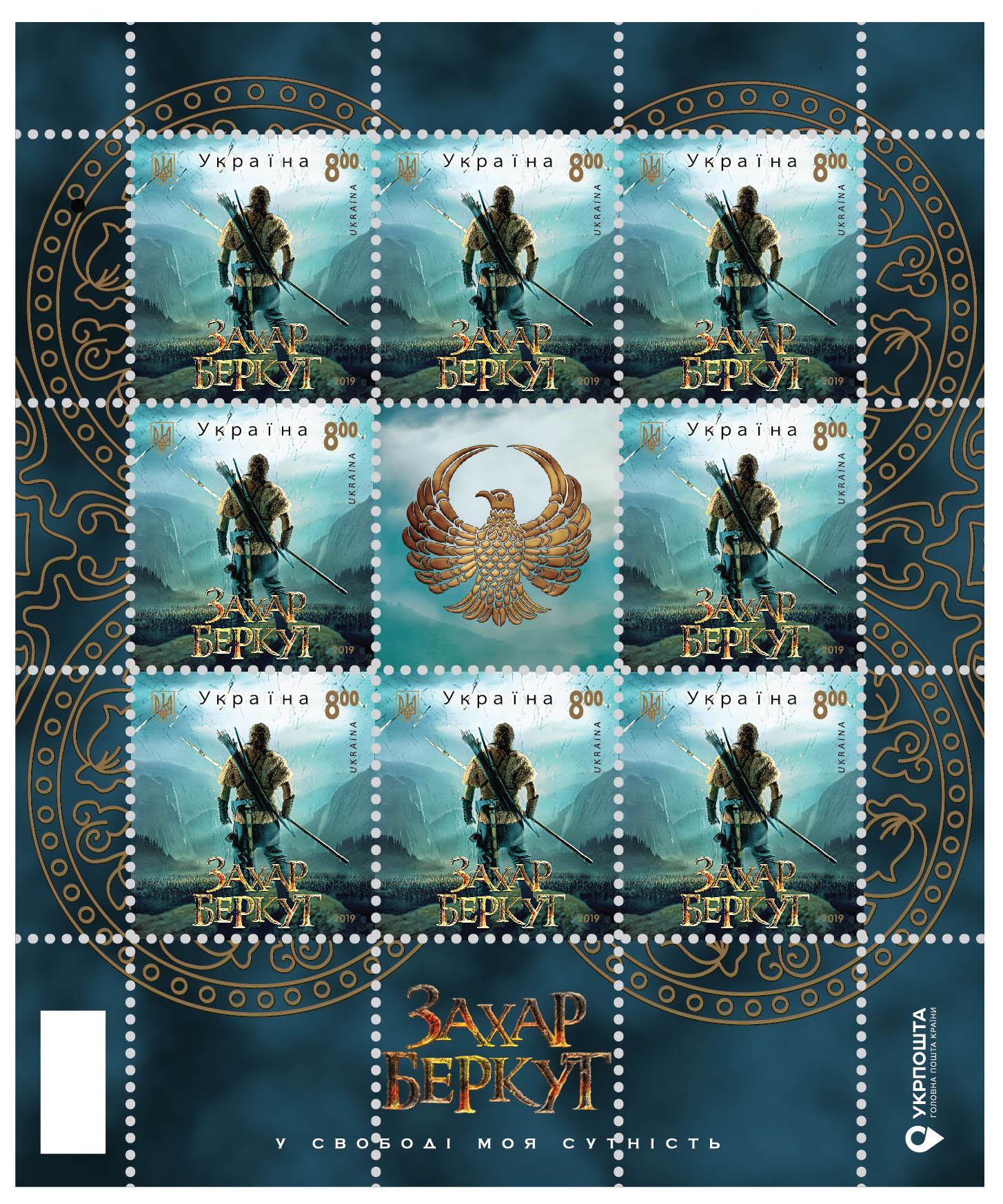
کی از پوسترهای فیلم

یکایک و اوکراین در سال ۲۰۱۹. فیلم را جان وین با مشارکت آختم سئیتابلائف کارگردانی کرده است هنرپیشگانی چون رابرت پاتریک، تامی فلاناگان و آلیسون دودی در آن به ایفای نقش پرداخته‌اند. فیلم براساس داستان تاریخی زاخار برکوت اثر ایوان فرانکو ساخته شده‌است.

## داستان
دو رهبر محلی به نام‌های زاخار برکوت و توهار ووک در کوهستان کارپاتی در قرن سیزدهم با هم مشکلاتی دارند. در همین حین مغول‌ها به فرماندهی فردی به نام بوروندا خان به سرزمین آنان می‌تازند. ماکسیم پسر زاخار برای نجات جان مادر و دیگر زمان روستایش با مغول‌ها درگیر می‌شود و پسر خان را می‌کشد. بوروندا خان توهار را مجبور به خیانت به مردمش می‌کند تا از ماکسیم انتقام بگیرد. در این بین دختر توهار -میروسلاوا- عاشق ماکسیم شده و به زاخار می‌پیوندد. 